# Hemioplisis gaunaria
Hemioplisis gaunaria är en fjärilsart som beskrevs av Walker 1860. Hemioplisis gaunaria ingår i släktet Hemioplisis och familjen mätare. Inga underarter finns listade i Catalogue of Life.